# Onosma tornensis
Onosma tornensis — вид квіткових рослин з родини шорстколистих (Boraginaceae).

## Біоморфологічна характеристика
Невисокий 15–30 см багаторічник. Стебла нерозгалужені чи з невеликою кількістю (2–3) гілок. Листки завдовжки 2–4 см і до 5 мм ушир, загострені, зверху сірувато-зелені. Лимонно-жовті пелюстки від 1.5 до 2 см завдовжки. Цвіте з липня до початку вересня.

## Середовище проживання
Ендемік Угорщини й Словаччини, де зростає вздовж кордону між двома країнами.
Зростає на сонячних, сухих, орієнтованих на південь литих схилах і на вапняковому субстраті на висоті від 200 до 500 метрів.

## Використання
Використовується як декоративна рослина і збирається з дикої природи для посадки в приватних садах.

## Загрози й охорона
У минулому інтенсивні пасовища, випасання та витоптування були основною загрозою для цієї рослини. Нині головною загрозою є заліснення ділянок.
Рослина внесена до Додатку II Оселищної директиви та в Додатку I Конвенції про збереження дикої природи та природних середовищ існування в Європі (Бернська конвенція). І в Угорщині і в Словаччині вид під критичною загрозою (CR).